# Stadion Olimpijski w Londynie
London Stadium, dawniej Stadion Olimpijski (ang. Olympic Stadium), Stadion Parku Królowej Elżbiety (ang. Stadium at Queen Elizabeth Park) – wielofunkcyjny stadion w Londynie, w północno-wschodniej części gminy Newham, na terenie Parku Olimpijskiego. Został wybudowany w latach 2007–2011 z myślą o igrzyskach olimpijskich 2012, których był główną areną. Odbyły się na nim ceremonie otwarcia i zamknięcia igrzysk oraz zawody w większości konkurencji lekkoatletycznych. Te same role pełnił również w czasie igrzysk paraolimpijskich. 
Pojemność stadionu wyniosła 80 000 widzów, a jego budowa, wraz z zakupem gruntu oraz parkiem olimpijskim pochłonęła 537 mln funtów. Estetyka obiektu bywa przedmiotem krytyki. Stadion prezentował się znacznie ubożej od pierwotnie prezentowanych koncepcji. Innym mankamentem był również fakt zadaszenia jedynie 60% widowni. Z powodów oszczędnościowych zrezygnowano m.in. z utworzenia elewacji zakrywającej surowy szkielet, która ostatecznie pojawiła się w formie pionowych pasów z materiału dzięki środkom pochodzącym od prywatnego sponsora. Mimo to budowa stadionu była bardzo droga, a poniesione koszty były o wiele większe niż przy budowie Stadionu Narodowego w Pekinie.

## Stadion po zakończeniu Igrzysk Olimpijskich
Po igrzyskach planowana była przebudowa obiektu i przekazanie go jednemu z londyńskich klubów piłkarskich. Zgodnie z tymi planami w marcu 2013 podjęto decyzję o oddaniu stadionu pod opiekę klubowi West Ham United (choć zainteresowanie wyraziły także Leyton Orient F.C. i Tottenham Hotspur F.C.), który podjął się odpowiedniej przebudowy areny. Klub rozpoczął rozgrywanie swoich spotkań na przebudowanym obiekcie od sezonu 2016/2017 Premier League. 
W 2017 roku obiekt był areną lekkoatletycznych mistrzostw świata.